# Chenonceaux
Chenonceaux è un comune francese di 363 abitanti situato nel dipartimento dell'Indre e Loira nella regione del Centro-Valle della Loira.
I suoi abitanti si chiamano Chenoncellois.

## Luoghi d'interesse

### Castello di Chenonceau

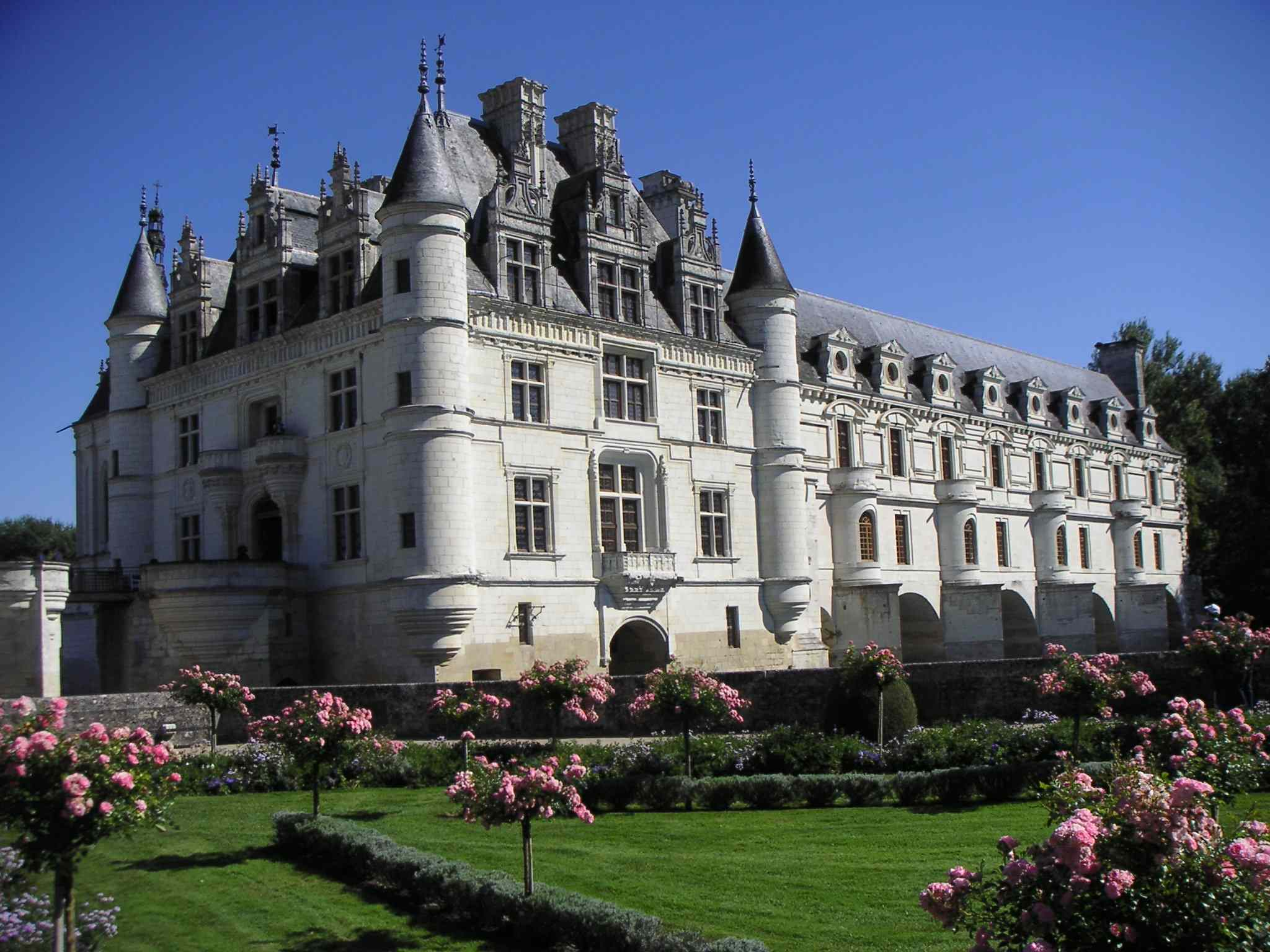
Il castello

A Chenonceaux sorge uno dei castelli più belli e famosi della regione della Loira che ha la particolarità di essere costruito come un ponte sul fiume Cher.

## Società

### Evoluzione demografica
Abitanti censiti